# Torre Deo
La Torre Deo és una obra noucentista de Santa Maria de Palautordera (Vallès Oriental) protegida com a Bé Cultural d'Interès Local.

## Descripció
Casa aïllada envoltada de jardí amb planta baixa, pis, golfes i torre mirador. Les cobertes són de doble vessant de carener perpendicular a la façana principal acabades amb ràfec, amb tornapuntes de fusta pintada de verd. Les parets estan arrebossades i pintades. L'accés a l'entrada principal s'efectua a través d'una petita escala de pedra que condueix a un cobert de teules sostingut per pilars també de pedra. Les obertures de tota la casa són molt senzilles: la majoria són quadrades o rectangulars, però alguna és d'arc de mig punt. La torre està coberta per una estructura piramidal de planta quadrada, i té a cada costat una parella de finestres d'arc esglaonat. D'aquest edifici cal destacar la decoració de les cobertes amb teules vidriades de colors marró i verd. L'escala d'accés a la casa i els pilars del pòrtic són de recent construcció.

## Història
Aquest edifici està situat a l'entrada del poble, a les rodalies, va ser un dels primers eixamples de la població destinats a habitatges de tipologia ciutat jardí. Fou construït a l'inici del segle xx, té alguns elements decoratius, les finestres de la torre, d'estil modernista.